# Hormone lutéinisante
Pour les articles homonymes, voir LH.
L'hormone lutéinisante (LH) aussi appelée chez le mâle ICSH (Interstitial Cell Stimulating Hormone) est une hormone produite par les cellules gonadotropes de l'antéhypophyse. C'est l'une des deux gonadotrophines, l'autre étant l'hormone folliculo-stimulante (FSH). Une déficience en LH entraîne un manque d'hormones sexuelles.

## Structure
- L'hormone lutéinisante (LH ou ICSH) est une glycoprotéine comprenant deux sous-unités (α et ß) d'une masse totale de 28 000 daltons. Chaque sous-unité présente une masse moléculaire d'environ 14 000. Pour la sous-unité α, la partie glycannique (sucres) est constituée de deux chaînes N-saccharidiques de 2 500 daltons chacune et la partie polypeptidique (92-96 acides aminés selon les espèces) présente une masse moléculaire d'environ 9 000 daltons.
- La sous-unité α est commune à plusieurs hormones glycoprotéiques comme la FSH, la TSH, et l'HCG.
- La sous-unité ß est responsable de la spécificité d'activité de l'hormone mais cette activité n'existe que si les deux sous-unités sont associées de manière non covalente. La sous-unité β est constituée d'une chaîne d'environ 117-120 acides aminés (masse moléculaire d'environ 12 000) et d'une seule chaine N-saccharidique d'environ 2 500.

## Gènes

### Production
Elle est sécrétée par l'hypophyse antérieure stimulée par la GnRH (gonadotropin-releasing hormone, d'origine hypothalamique).

## Activité

### Femme
- Le rôle essentiel de la LH est de déclencher l'ovulation qui survient entre 36 et 48 heures après le pic de LH. Le pic de LH, appelé aussi « décharge ovulante », est provoqué par un rétrocontrôle positif de l'estradiol 17 Bêta. Le pic de LH responsable de l'ovulation survient lorsque la concentration d'œstrogènes plasmatiques est entre 250 et 450 pg/ml.
- Elle est en partie responsable de la maturation folliculaire (avec l'hormone FSH) et de la transformation du follicule rompu en corps jaune pendant la phase lutéale du cycle menstruel.
- Après l'ovulation, elle est responsable, avec la FSH, de la sécrétion de progestérone et des œstrogènes par le corps jaune.
- La recherche de la hCG, à la structure très proche de la LH (la chaîne Alpha de hCG et LH est commune, alors que la chaîne Bêta diffère), dans les urines est utilisée en pratique pour le diagnostic de la grossesse par les laboratoires dans des kits immunologiques vendus en pharmacie (à l'aide d'une réaction immunologique à l'encontre de la chaîne Bêta de la hCG).

### Homme
- La LH stimule la production de testostérone par les cellules interstitielles du testicule appelées cellules de Leydig. La testostérone va ensuite, d'une part agir sur les cellules de Sertoli qui forment la barrière hémato-testiculaire des tubes séminifères. Ces cellules de Sertoli sont des cellules somatiques qui jouent un rôle central dans la régulation de la spermatogenèse. D'autre part, la testostérone va agir aux niveaux hypothalamique et hypophysaire pour contrôler la sécrétion hypophysaire de la LH (rétro-action ou feed-back).

## Déficience en LH
- La déficience en LH chez la femme est assez rare (moins de 10 %) et a pour principal effet de retarder ou de déréguler l'ovulation. Elle peut également avoir un impact sur la production de progestérone et des œstrogènes. Elle doit faire l'objet d'un traitement médicamenteux, généralement associé à un traitement de régulation de la FSH.
- La déficience en LH est assez courante chez l'homme (45 %) et peut se traiter si elle est trop importante par des apports externes.
- La déficience en LH entraîne principalement chez l'homme une baisse notable de libido. les capacités sexuelles sont amoindries, ainsi que la qualité de l'érection.
- Une déficience trop importante peut entraîner un état psychologique dépressif.

## Hyperactivité de la LH
- L'hyperactivité de la LH n'existe pas chez la femme sauf dans certaines pathologies génétiques très rares, généralement associées à des cas de stérilité.
- L'hyperactivité de la LH chez l'homme est rare (moins de 2 %) mais généralement non pathologique. Elle entraîne une hausse de la production de testostérone. Jusqu'à un certain seuil elle ne se traite pas mais au-delà elle peut faire l'objet d'une régulation médicamenteuse. Elle agit quasiment exclusivement dans le domaine sexuel et physique, avec notamment un effet de démultiplication des performances afférentes.
- L'action d'une hyperactivité de la LH chez un homme entraîne divers effets physiques: production de testostérone augmentée; hausse de la libido; endurance et intensité sexuelles accrues; érections fortes et plus durables. L'augmentation de production de testostérone adjacente entraine également des effets du même ordre, notamment sur la libido et la capacité sexuelle, mais également sur le développement de l'appareil génital, et notamment des testicules, la production de sperme (spermatogenèse) et la production et l'activité des spermatozoïdes, entraînant un taux de fécondité plus élevé.
- On estime également que l'hyperactivité de la LH entraîne également chez l'homme des effets psychologiques diffus: motivation sexuelle accrue, recherche prioritaire du plaisir de la partenaire avant son plaisir propre, recherche et besoin marqués de renouveau et de variété dans la vie sexuelle.
- En cas d'hyperactivité trop marquée, l'impact physique peut se traduire par un effet de fatigue prononcé lors de variations en baisse de la production de LH.

## Traitements à base de LH

### Traitements par la LH
Une surexpression de LH au niveau de ses récepteurs hypophysaires entraîne une désensibilisation de ceux-ci et leur internalisation dans les cellules hypophysaires. Ce traitement empêche l'action ultérieure de la LH (par absence de récepteurs) et entraîne donc une inhibition de la production d'hormones gonadiques. Ce traitement est utilisé dans certains cancers hormono-dépendants.